# دير العذراء (درنكة)
يقع دير العذراء بالجبل الغربي لمدينة أسيوط وعلى أرتفاع مائة متر من سطح الأرض الزراعية، ويبعد عن المدينة عشرة كيلومترات تقطعها السيارة في ربع ساعه، وللذهاب إلى الدير يعبر الزائر بالمدينة غربا حتى يرى نفسه في مواجهة جبل اسيوط الواقف منتصبا وعنده يتجه جنوبا ثلاثة كيلومترات أخرى إلى قرية درنكه ثم يتجه نحو الطريق الصاعد إلى الجبل مسافة كيلو متر وفي نهايته تصل السيارة أمام أبواب الدير. كما يمكن للزائرأن يصل إلى الدير عن الطريق الدائرى الذي يبدا عند الكيلو 3 ثلاثه قبل الدخول إلى مدينة اسيوط من الجهة الشمالية وعند الكيلو 4 أربعه من الجهة الجنوبية.

## مجئ العائلة المقدسة إلى أسيوط
جاء المسيح له المجد إلى مصر وهو طفل صغير مع امه مريم العذراء والقديس يوسف النجار، إذا تركت العائلة المقدسة فلسطين وطنها وأتجهت نحو البلاد المصرية، قاطعه صحراء سيناء حتى وصلت شرقي الدلتا مجتازه بعض بلاد الوجه البحرى فالقاهرة ومنها إلى صعيد مصر حتى مدينة أسيوط، ثم إلى جبلها الغربي حيث المغارة المعروفة التي حلت بها العائلة المقدسة، وفيما بعد قام بجانبها دير العذراء الذي يرتبع فوق صدر هذا الجبل مطلا على الوادى الأخضر الممتد شرقا حتى مجرى نهر النيل، وكان مجئ العائلة المقدسة إلى جبل اسيوط في شهر أغسطس وهو الذي يحل فيه صوم العذراء، ولهذا يقيم الدير احتفالاته الدينية سنويا أبتداء من يوم 7 سبعه أغسطس حتى 21 الحادي والعشرين منه كل عام.

## كنائس الدير

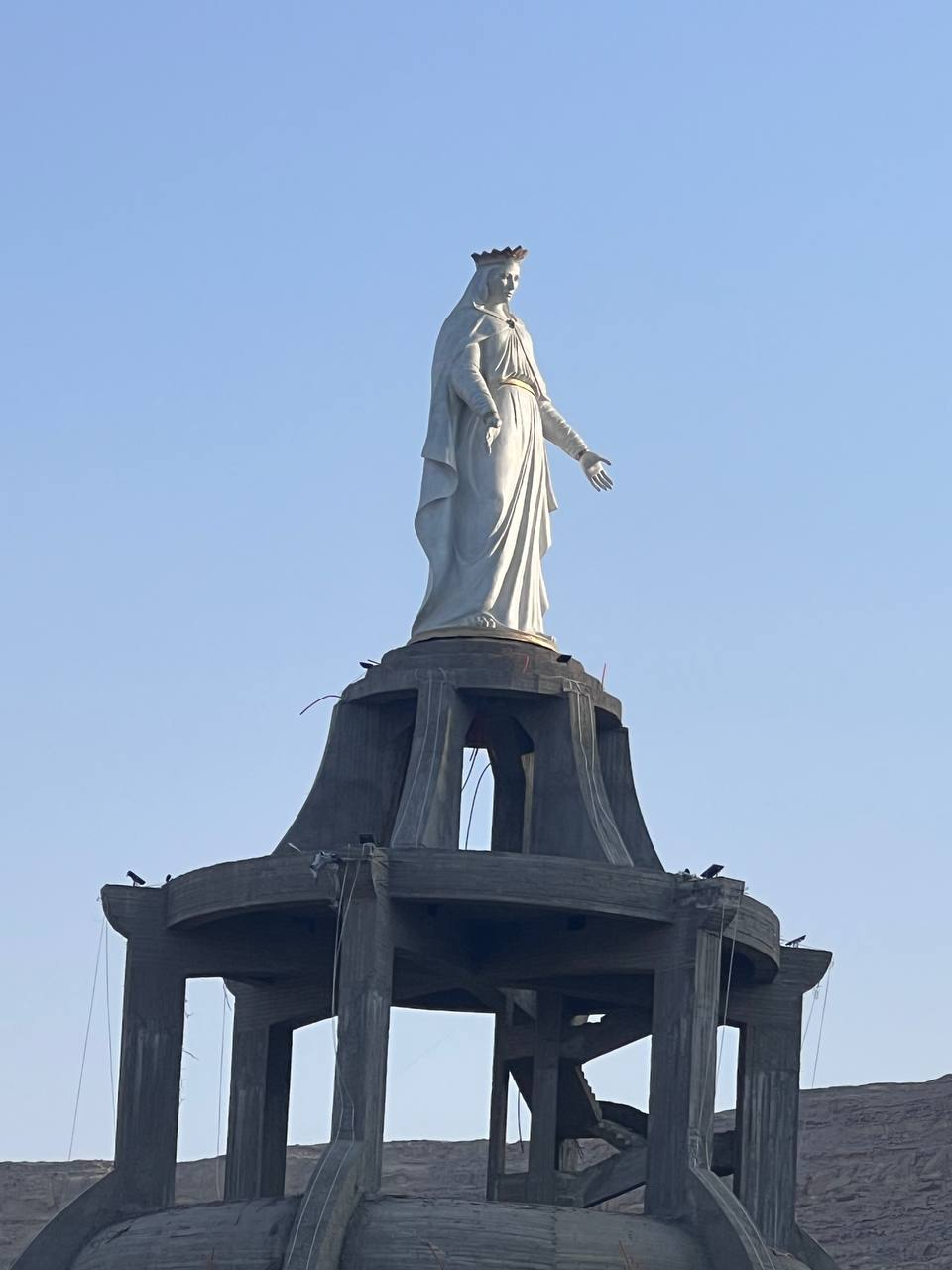
تمثال العذراء بدير درنكة، أسيوط

بالدير مجموعه من الكنائس أقدمها كنيسة المغارة، وطول واجهتها 160 مائه وستون مترا وعمقها 60 ستون مترا وهي منذ نهاية القرن الأول المسيحي، ومما جدير بالذكر أن مغارة الدير هذه ترجع إلى حوالى 2500 الفين وخمسمائة سنه قيل الميلاد، وبالدير كثيرا من الابنيه يصل بعضها إلى خمسة أدوار، وبها قاعات كبيره للخدمات الدينية والاجتماعيه والانشطه الفنية، وحجرات للضيافه والاقامه.

## رسالة الدير
للدير رسالته الدينية، فمنذ فجر المسيحية أستمر المسيحيون يتوارثون الاقامه به، ولما بدات الحركة الرهبانية في القرن الرابع المسيحي قامت بهذه المنطقة أديره كثيره للرهبان وللراهبات ومن أشهر الذين عاشوا به القديس يوحنا الاسيوطى.
ويقيم الدير الصلوات وسر العماد يوميا، ويستقبل الزائرين من الساعة السادسة صباحا وبغلق أبوابه السادسة مساء ولكن يمتد الميعاد إلى الحادية عشر مساء خلال شهر أغسطس، أما المبيت بالدير فيكون بموجب تصريح سابق. ويعتبر دير العذراء بجبل أسيوط من المعالم السياحية الهامة في البلاد المصرية يقصده الألاف من الزائرين أجانب ومصريين على مدار السنة ليتعرفوا على المكان الذي انتهت اليه مسيرة العائلة المقدسة ومنه بدأت رحلة العودة. ولقد تجلت العذراء بصورة نورانية وما زالت تظهر بين الحين والآخر في هذا الدير المبارك حيث يجد الناس الهدوء والراحة والسلام والمسرة.

## معرض الصور

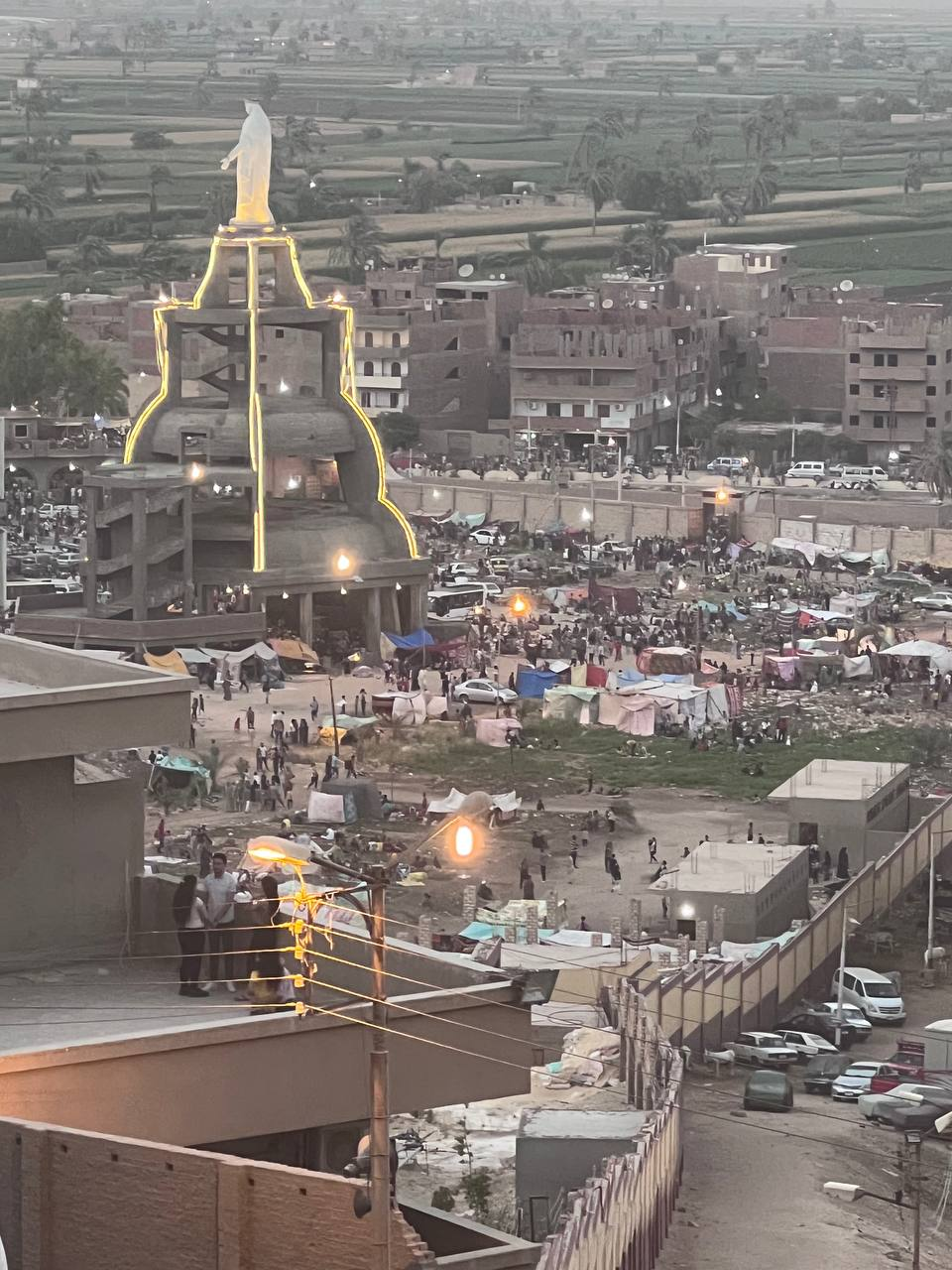
تمثال العذراء بدير درنكة، أسيوط.
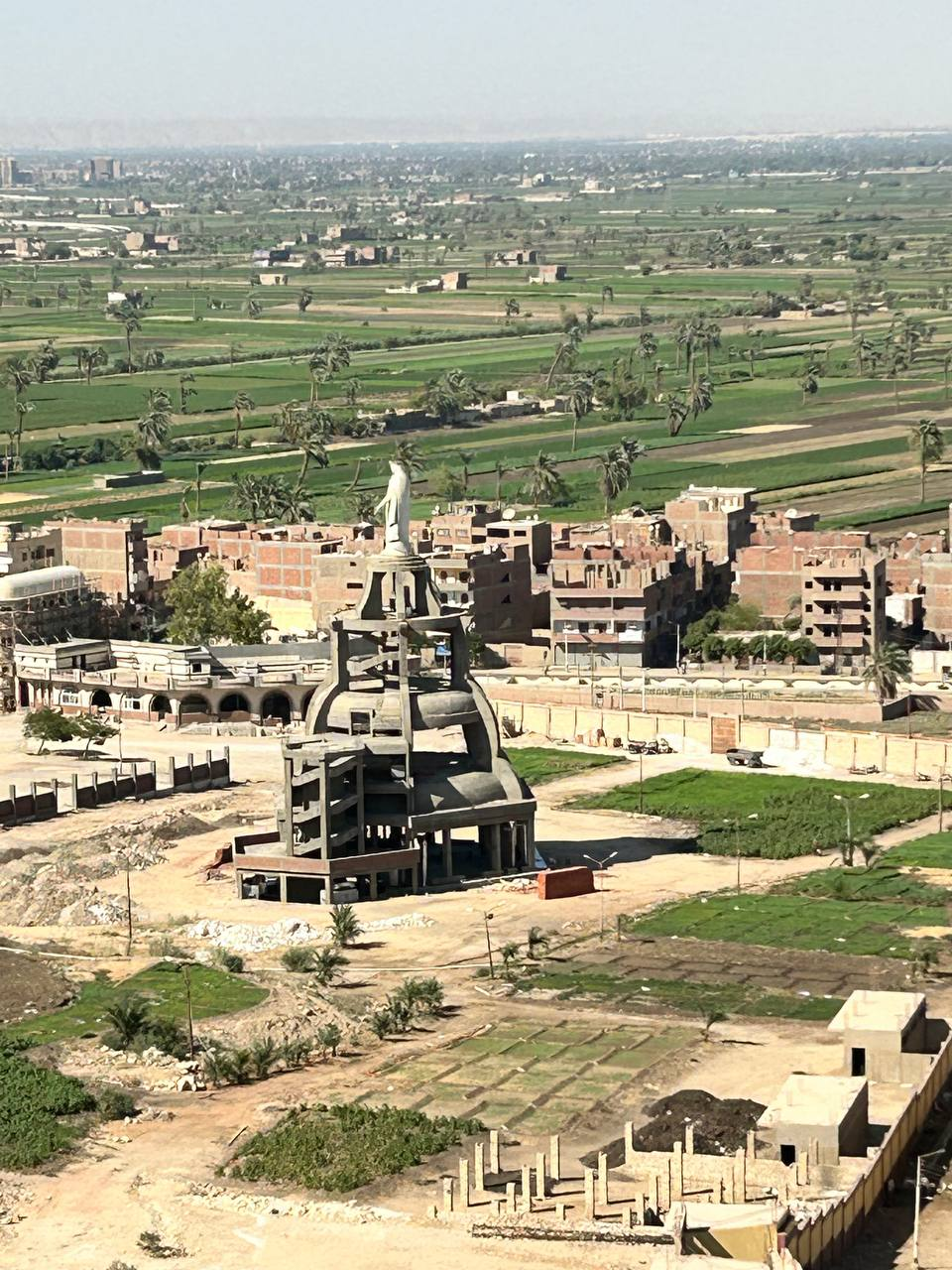
تمثال العذراء بدير درنكة، أسيوط.
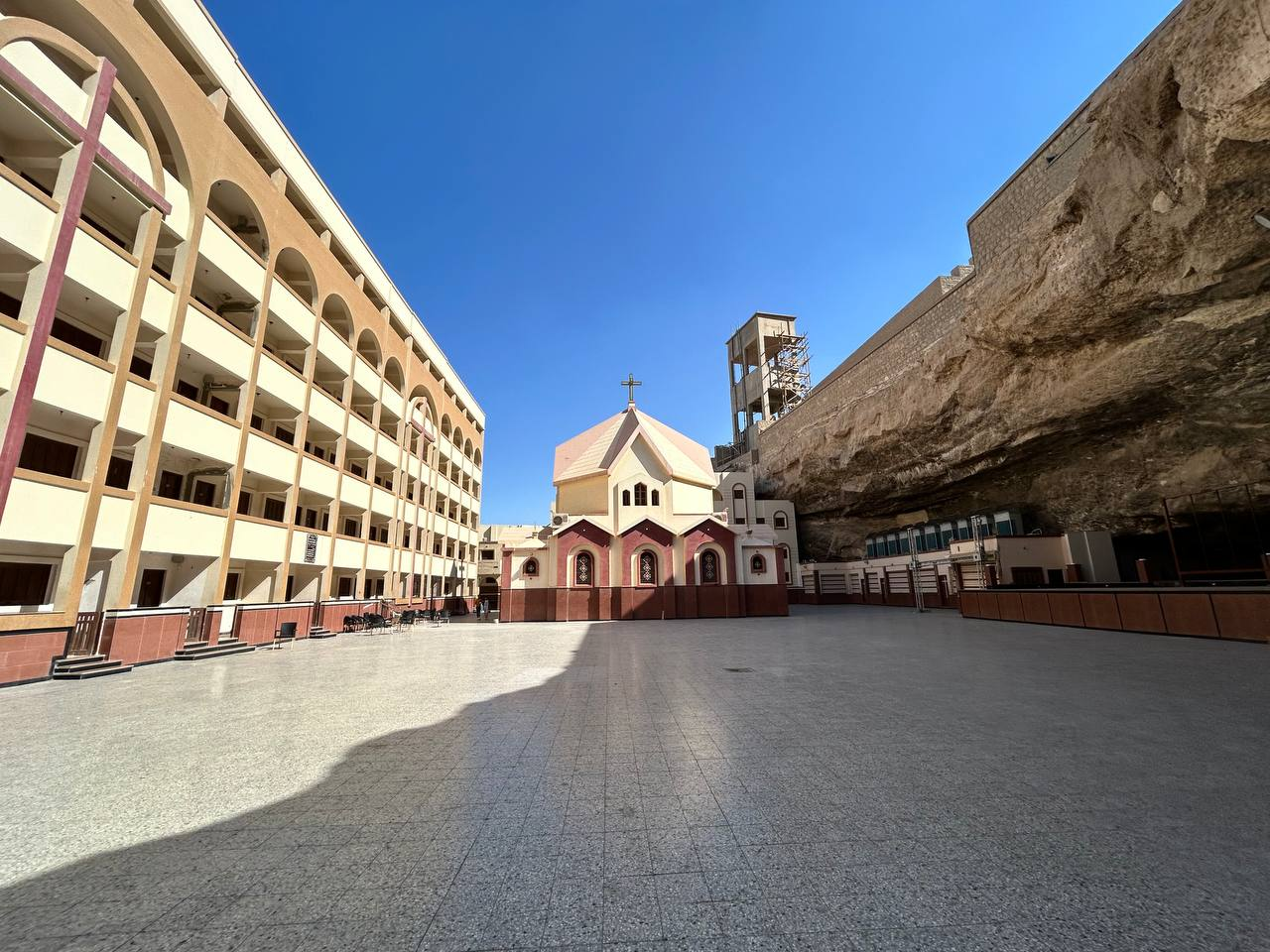
كنيسة داخل دير العذراء.
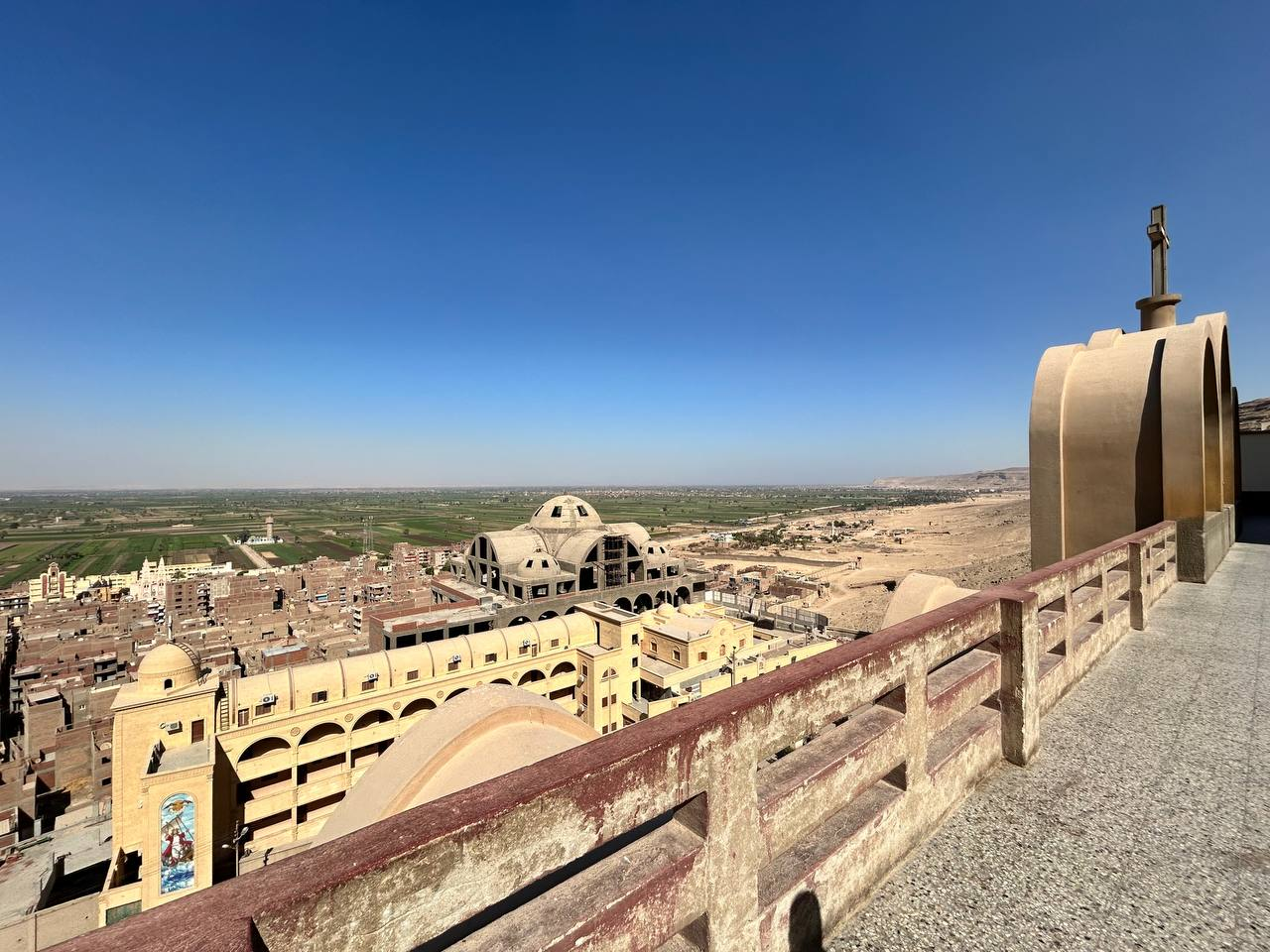
مشهد من أعلي دير درنكة.
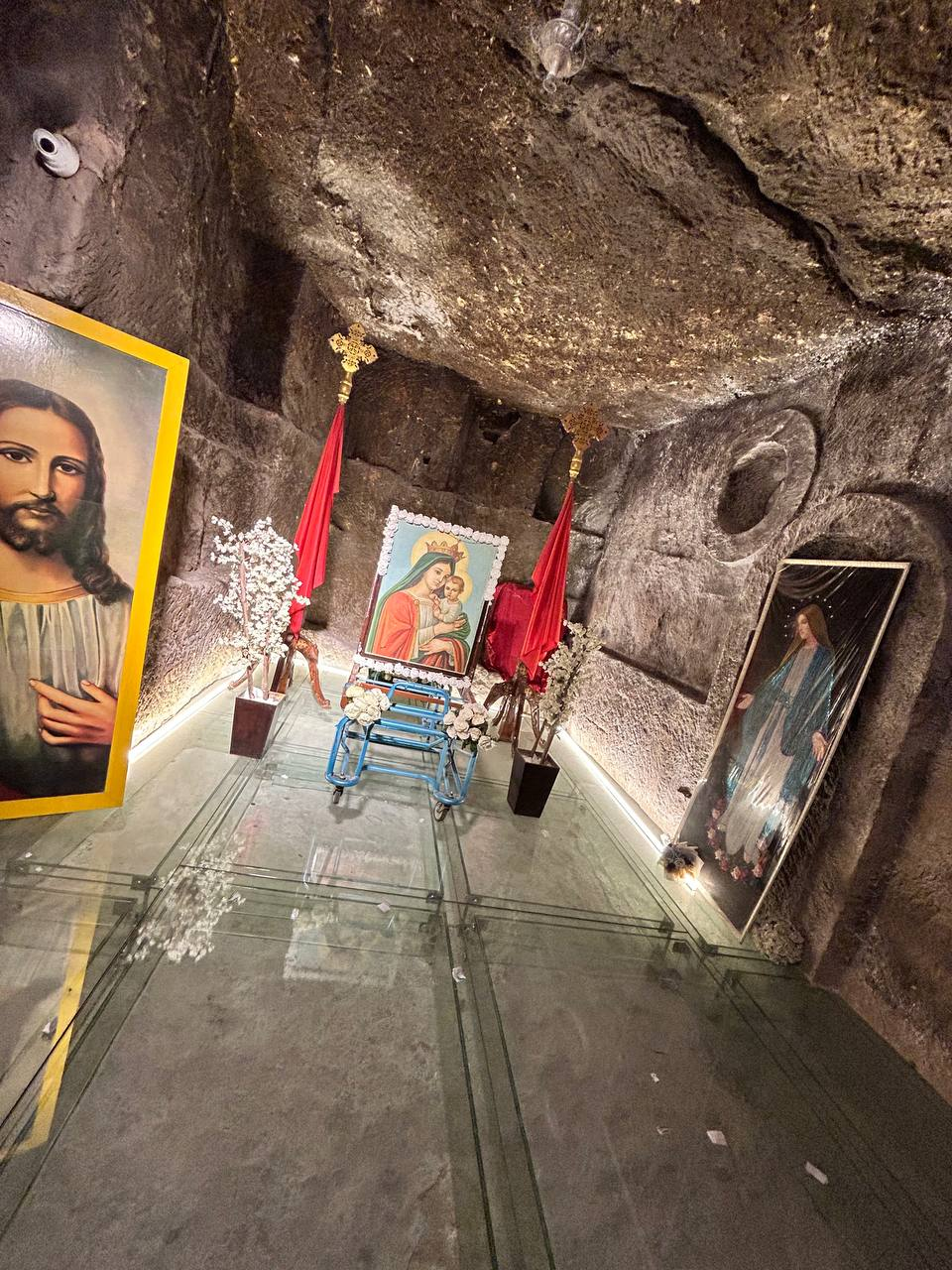
الحجرة التي يعتقد أن السيدة العذراء والسيد المسيح مكثوا بها خلال تواجدهم بأسيوط.
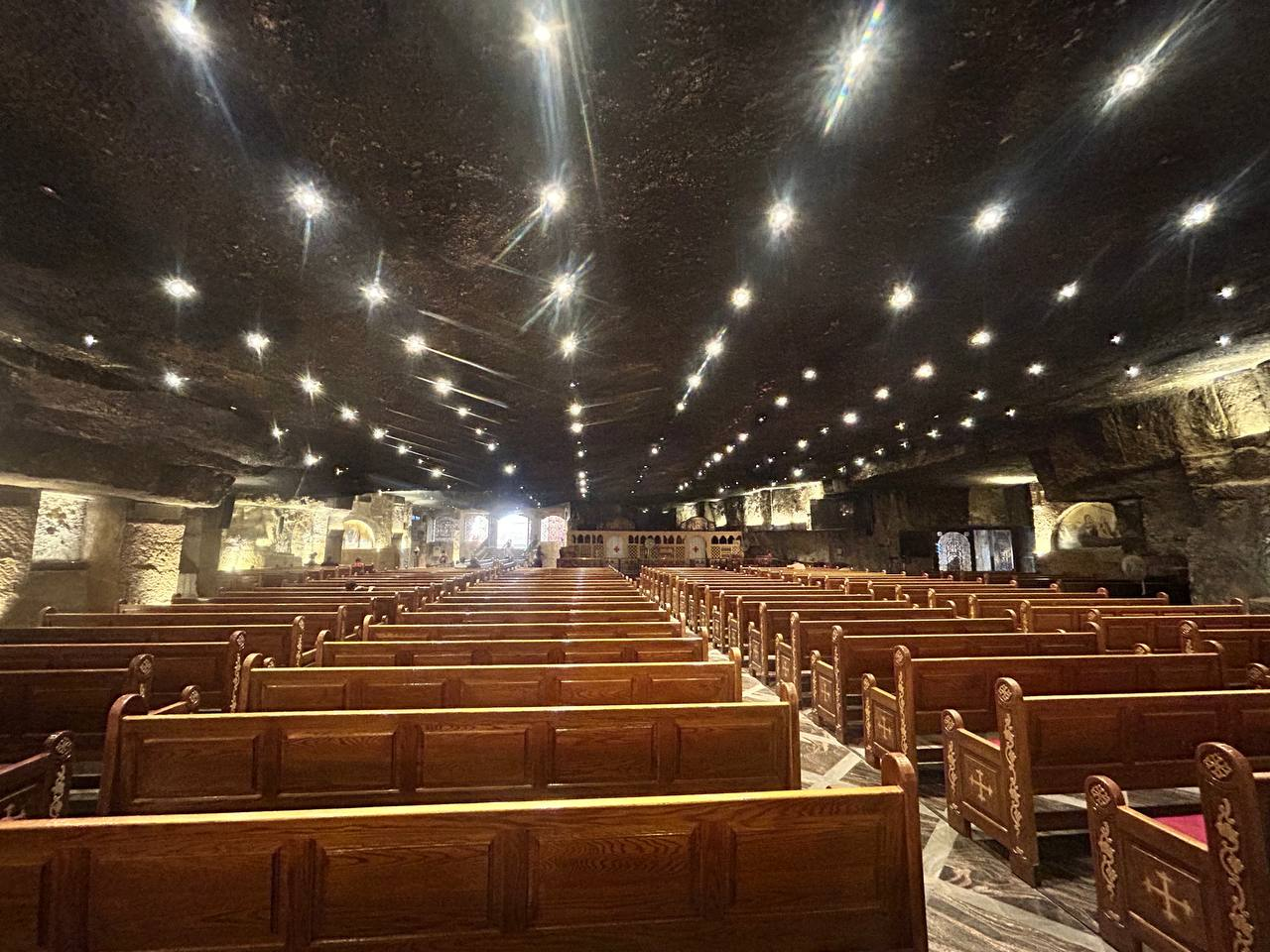
هيكل بداخل دير درنكة.
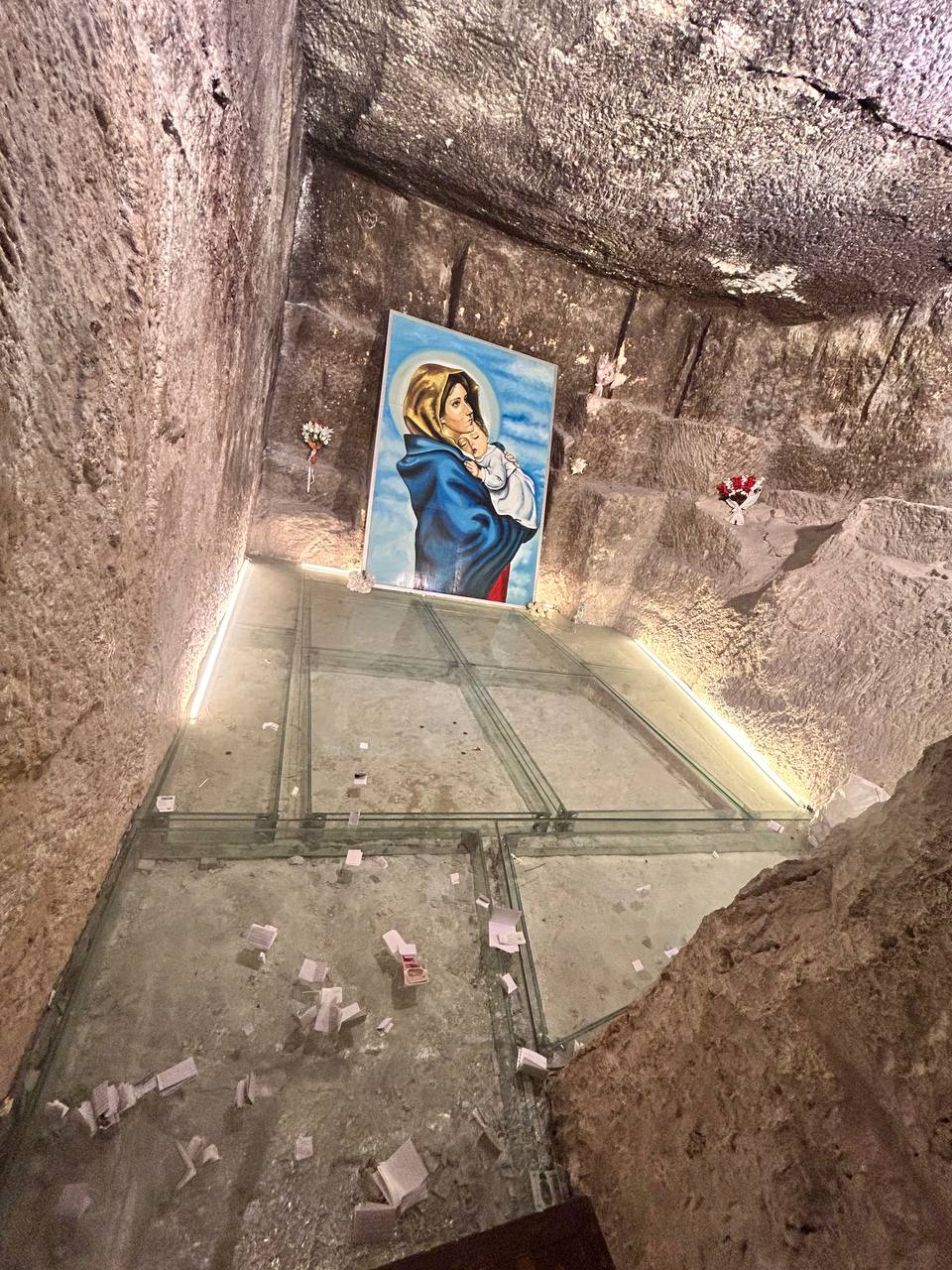
الحجرة التي يعتقد أن يوسف النجار مكث بها خلال تواجده بأسيوط.
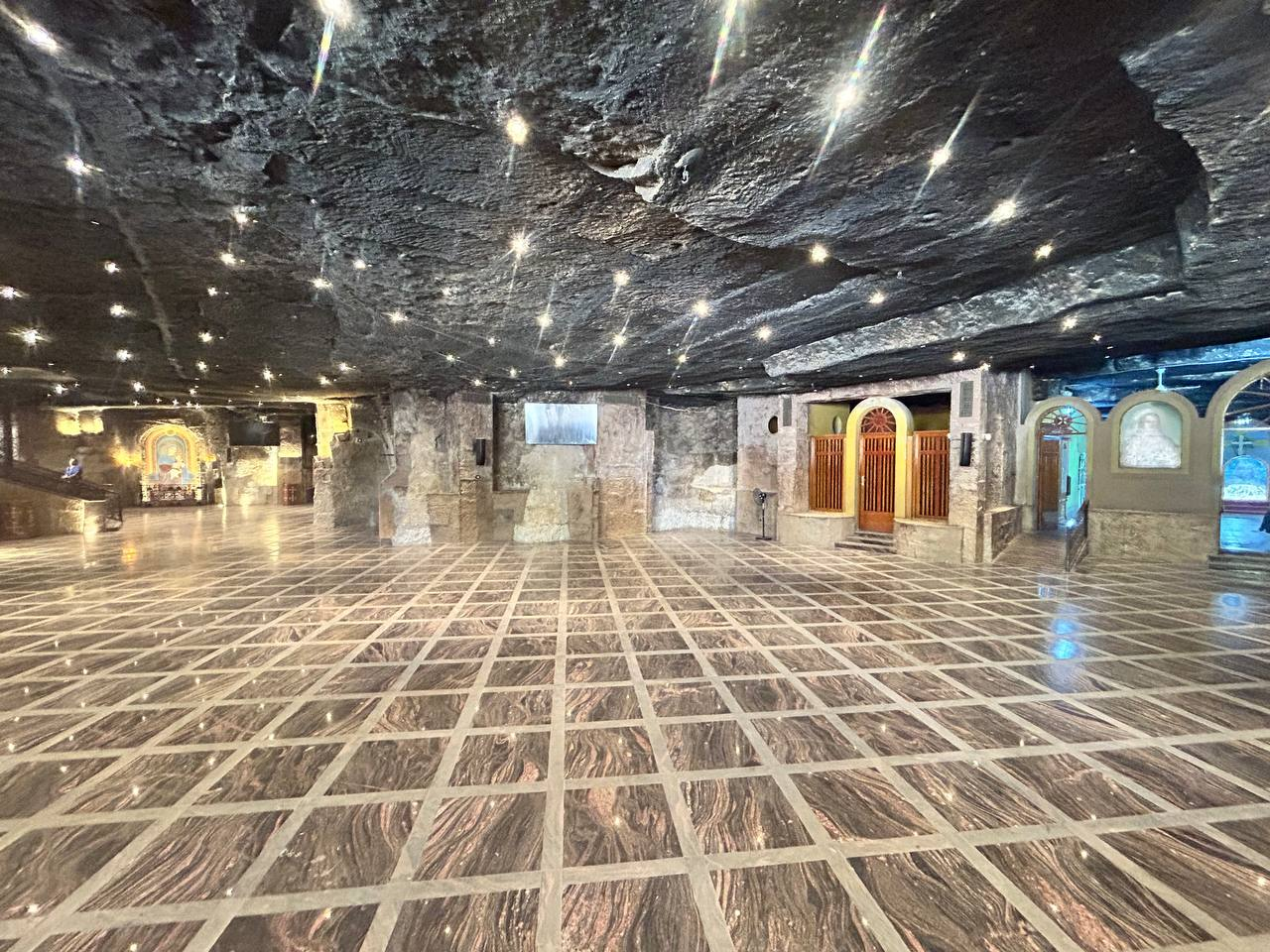
كهف الدير.